# Semiothisa carinaria
Semiothisa carinaria là một loài bướm đêm trong họ Geometridae.